# Fastweb
 (janvier 2021).
Si vous disposez d'ouvrages ou d'articles de référence ou si vous connaissez des sites web de qualité traitant du thème abordé ici, merci de compléter l'article en donnant les références utiles à sa vérifiabilité et en les liant à la section « Notes et références ».
Fastweb S.p.A. est l'un des principaux fournisseurs d'accès à Internet italiens, proposant également de la téléphonie fixe et la télévision. Il dispose de son propre réseau FTTH dans les grandes villes, en plus de l'accès xDSL.
Il opère sur la téléphonie mobile 4G en tant qu'opérateur virtuel sur le réseau TIM.
De par son nombre de clients, il est en Italie le troisième opérateur de téléphonie fixe (12,1 % du marché au 31 mars 2017) derrière TIM et Vodafone Italie. La société a été cotée à la bourse de Milan en 2000, mais s'est faite radier en 2011 à la suite de l'offre publique d'achat de Swisscom.

## Historique
Fastweb a marqué l'histoire des télécommunications Moins de cinq ans après, tous les grands opérateurs fixes de téléphonie grand public des grands pays européens proposent une offre équivalente à l'offre historique de cette société.
En 2007, Swisscom fait une OPA sur Fastweb et détient désormais 82 % du capital.

### 1999-2010: Naissance et développement
La société a été fondée en septembre 1999 à Milan avec une coentreprise entre e.Biscom et la milanaise Aem dans le but de créer un réseau de fibre optique couvrant la zone municipale de Milan. En mars 2000, la société mère e.Biscom est cotée en bourse et lève les fonds nécessaires à la construction du réseau. Par la suite, AEM vendra ses actions à e.Biscom en échange de la propriété de Metroweb qui gère le réseau de fibre optique noire en Lombardie et d'une part sur le marché. En 2003, la société prend part à l'indice S&P Mib et, en 2004, est fusionnée par incorporation dans la société mère qui prendra son nom.
En mai 2006, elle remporte l'appel d'offres du Consip pour la téléphonie fixe dans l'administration publique.
Le 12 mars 2007, les actions ont été suspendues dans l'attente d'une annonce : le 22 mars, la compagnie de téléphonie suisse Swisscom a lancé une offre publique d'achat sur toutes les actions en circulation d'une valeur de 3,7 milliards d'euros. Le premier actionnaire, Silvio Scaglia a apporté sa participation à l'offre le 10 avril 2007. Le 15 mai 2007, l'offre publique d'achat se clôt avec plus de 80 % des actions acquises. Le 23 octobre 2009, la valeur des actions avait diminué de moitié, entraînant une perte pour Swisscom de 57 % en deux ans et demi.
En septembre 2008, elle lance sa propre offre de téléphonie mobile, appelée Fastweb Mobile, en utilisant des infrastructures de Nokia Siemens Networks, en propre et en autonomie, grâce à l'accord conclu avec 3 Italia en décembre 2007.

### Depuis 2010
En 2010, Swisscom a décidé de soumettre, via sa filiale Swisscom Italia, aux actionnaires restants de Fastweb une offre publique d'achat sur toutes les actions. Par l'acquisition de toutes les actions, l'objectif était d'obtenir la révocation de la cotation à la bourse de Milan, assurant ainsi une plus grande flexibilité tant au niveau stratégique qu'opérationnel. Le 12 novembre 2010, l'offre publique d'achat a pris fin et Swisscom a déclaré que l'opération avait été menée à bien. Le 14 février 2011, Swisscom a annoncé qu'elle avait lancé la procédure d'achat obligatoire des actions Fastweb restantes. La procédure conjointe convenue avec Borsa Italiana à condition que les demandes de vente soient acceptées jusqu'au 14 mars 2011. Le résultat de la transaction a été publié le 17 mars et les frais ont été payés le 18 mars.
En janvier 2011, Fastweb et Sky Italia ont signé un accord commercial visant à combiner l'offre de télévision par satellite de Sky avec les services haut débit et de téléphonie fixe de Fastweb. En 2011, Fastweb a acquis une participation de 11 % dans Metroweb, la société qui possède le plus grand réseau de fibre optique à Milan et en Lombardie. À la fin de l'année, Swisscom décide de déprécier Fastweb de 1,3 milliard et annonce une réduction d'effectifs de 150 employés.
En 2012, Fastweb a réalisé un investissement de 400 millions d'euros pour l'installation d'infrastructures de fibre optique. Le 5 novembre 2012, Fastweb ferme le service IPTV. Le 17 avril 2012, la société annonce la cession d'environ 720 employés, 600 du centre d'appels à Visiant Contact, 120 techniciens réseaux chez Huawei.
Fournisseur de services du système de connectivité publique (SPC), Fastweb a géré une partie de la connectivité Internet et Intranet de l'administration publique italienne en attendant le rachat des fournisseurs (Tiscali, BT Italia et Vodafone Italia) ayant remporté l'appel d'offre Consip de 2016. En décembre 2016, elle a conclu un contrat avec Tiscali en acquérant la succursale Tiscali Business, qui comprend les principaux clients et le système de connectivité publique attribué en juin par Consip, permettant à Tiscali d'accéder à son propre réseau de fibre optique pour les clients privés et LTE.

### Développement du réseau
Depuis 1999, Fastweb a développé un réseau national de fibre optique qui s'étend sur 34 000 kilomètres et atteint environ 50% de la population italienne, dont 10% via le FTTH (2 millions de foyers) offrant des services à très haut débit jusqu'à 1000 mégabits par seconde.
Dans les zones non couvertes par son réseau de fibre optique, Fastweb fournit des connexions ADSL, mais toujours sur paire torsadée, en propre (couverture ULL) ou en louant le service en gros. Fastweb connecte plus de 1200 échanges avec son réseau, distribué dans toutes les régions et provinces italiennes, atteignant plus de 50% de la population.
Au fil des ans, la connexion ADSL a progressivement augmenté la vitesse de téléchargement jusqu'à 20 Mégas, réduisant ainsi l'écart qui existait entre la fibre optique et l'ADSL (cependant, il reste un gros écart en termes de vitesse de téléversement vers le net).
En août 2007, le conseil d'administration approuve le plan d'expansion composé de la pose de 1000 km de câbles de fibre optique pour relier la Sardaigne, le Basilicate et la Calabre.
En 2008, Fastweb a annoncé le lancement de ses services satellites, afin de couvrir également les zones souffrant de la fracture numérique. Le service est basé sur la plateforme Tooway d'Eutelsat.
Fastweb a annoncé en septembre 2012 l'extension de son réseau fibre pour atteindre d'ici 2012 environ 5,5 millions de foyers (soit 20% de la population italienne) avec des vitesses de connexion allant jusqu'à 100 mégabits par seconde grâce à une combinaison du réseau FTTH existant et des technologies FTTS (Fiber To The Street Cabinet), également appelée FTTC (Fiber To The Cabinet). Le plan national prévoit une première phase de déploiement avec l'achèvement d'ici 2014 de la couverture des villes de Rome, Turin, Gênes, Venise, Florence, Palerme, Trieste, Bari, Bologne, Vérone, Ancône, Brescia, Monza, Livourne, Reggio Emilia, Padoue, Côme, Bergame et Pise.
L'entreprise investira 2 milliards d'euros dans l'innovation et les infrastructures au cours de la période quadriennale 2012-2016.
Fastweb a également signé en novembre 2012 un accord de coopération pluriannuel, pour 5 ans, avec Huawei pour la recherche et le développement de technologies ultra-haut débit avancées.
Depuis fin 2015, Fastweb a ouvert un service « Open-WiFi » qui permet à ses abonnés de surfer gratuitement en Wi-Fi. Les box de l'opérateur deviennent des points d'accès Wi-Fi gratuits réservés à la communauté Fastweb, sans limite d'utilisation, ni en volume de trafic, ni en temps de connexion. Le service a été initialement lancé dans les principales villes italiennes (dont Milan, Rome, Florence, Turin, Bologne, Gênes, Monza, Livourne) et compte aujourd'hui plus de 500 communes au sein de son réseau (pour un total de 250000 hotspots).
En 2016, Fastweb a annoncé une coentreprise avec TIM, appelée Flash Fiber, pour apporter la fibre aux foyers. Grâce à cet accord, Fastweb a déclaré que d'ici 2020 le nombre de foyers résidentiels et bureaux d'affaires couverts par son réseau FTTH devrait grimper de 2 millions au départ à 5 millions, soit 20% de la population italienne.

### Architecture du réseau
Depuis le boitier Fastweb, à la terminaison de la fibre optique, les câbles se branchent pour desservir l'intérieur du logement.
Jusqu'à récemment (pas de précision) pour les nouveaux clients et toujours pour les anciens ; contrairement à la plupart des autres opérateurs, Fastweb ne fournissait pas à ses clients une adresse IP publique, mais uniquement une adresse à l'intérieur du réseau lui-même, qui était ainsi structuré comme un MAN (Metropolitan Area Network), et ne permettait la communication avec le réseau Internet que par la technique de translation d'adresse réseau NAT (qui permet de partager une adresse IP entre plusieurs clients, via un adressage par port).
Ce réseau était sous-divisé par : ville > district > l'« area elementare » > l'immeuble.
À la suite de l'attribution de nouveaux blocs d'adresses IP, Fastweb fournit des adresses IP publiques aux nouveaux clients, contrairement aux anciens clients qui continuent d'avoir une adresse via le NAT, avec possibilité d'obtenir une adresse publique moyennant des frais.
Pour se connecter à vos ordinateurs depuis l'extérieur du réseau Fastweb, ou si vous souhaitez utiliser votre propre ligne de fibre optique pour offrir des services d'hébergement web, une option consiste à utiliser une adresse IP publique de type IPv6.

### Clients
À la date du 31 décembre 2018.

#### Téléphonie fixe
2,547 millions de lignes fixes (13 % du marché), dont :
2,4 millions de lignes fixes de type ADSL et Fibre (14,9 % du marché).

#### Téléphonie mobile (MVNO)
1,432 millions de lignes mobiles (21,9 % du marché MVNO).

### Télévision de Fastweb
Jusqu'en novembre 2012, Fastweb proposait également à ses clients un service de télévision via la connexion Internet en ADSL ou en fibre optique basée sur la technologie IPTV. Lancé en mars 2001 pour les clients cablés en fibre, le service a été étendu, à partir de 2003, aux clients ADSL avec une connexion minimale de 6 Mbit/s. En plus de la vidéo à la demande, les packages premium de la plateforme Sky Italia ont également été inclus avec l'IPTV de Fastweb.

### Fastweb Mobile (téléphonie mobile)
En septembre 2008 Fastweb a lancé sa propre offre de téléphonie mobile, baptisée Fastweb Mobile, en utilisant des propres infrastructures Nokia, et grâce à l'accord conclu avec 3 Italia en décembre 2007.
Le préfixe utilisé est le 373. L'offre Fastweb Mobile est disponible aussi bien en version prépayée qu'en version abonnement et s'adresse aux particuliers et aux entreprises en forte intégration avec les offres de téléphonie fixe de l'opérateur.
En janvier 2017, le passage du réseau de 3 Italia à celui de TIM est prévu, sur lequel il fonctionnera en tant que Full MVNO avec les nouveaux préfixes attribués par le ministère du Développement économique : 375-5, 375-6 et 375-7. Fastweb a également son propre MNC (code de réseau mobile) (08), comme tout opérateur de réseau.
Dans un communiqué de presse daté du 6 décembre 2016, la société annonce que le passage de TIM à la 4G et à la 4G+ sera totalement gratuit pour les clients Fastweb Mobile. La création d'un réseau 5G ready est également annoncé dans le but d'atteindre la population des grandes villes d'ici 2020.
Le communiqué de presse Fastweb du 19 septembre 2017 annonce l'accord avec la municipalité de Rome pour les tests 5G dans la ville à partir de 2018.
Le lendemain, la construction d'un nouveau réseau mobile 5G est également annoncée dans les villes de Bari et Matera, cette fois avec TIM et Huawei, en vue d'une couverture de 75% du territoire d'ici fin 2018.
Le 30 juillet 2019, Fastweb a obtenu sa licence de MNO (Mobile Network Operator) pour développer un réseau 5G à partir de 2020.

#### Clients de téléphonie mobile
Au 30 septembre 2020, le nombre de lignes mobiles actives est d'environ 1 889 000 lignes.

### Controverse
Le 23 février 2010, dans le cadre de l'enquête sur l'opération Phuncards-Broker, le procureur de Rome a inscrit au registre des suspects certains anciens dirigeants et Stefano Parisi, PDG de Fastweb pour une série de fausses factures de 2 milliards d'euros qui auraient été effectuées entre 2004 et janvier 2007 par des sociétés tierces.
Fastweb se défend en déclarant que "La question juridique concerne des événements survenus il y a des années (relatifs à l'exercice 2005-2006), déjà l'objet d'un différend avec les suspects de l'époque, et à l'égard desquels la société se considère comme étrangère et en partie lésée". Par ailleurs Parisi déclare que Fastweb n'est pas responsable du non-paiement de la TVA. Le 6 avril 2010, le directeur général Stefano Parisi s'est auto-suspendu de ses fonctions.

### Informations sur l'entreprise

#### Principaux actionnaires
Swisscom Italia S.r.l, 100%
En 2007 Swisscom a lancé une offre publique d’acquisition sur les actions Fastweb, en acquérant la majorité absolue. En septembre 2010, Swisscom a acquis les actions minoritaires après avoir déposé une offre publique d'achat volontaire.

#### Principales participations
- QXN S.c.p.A. - 60%
- Open Hub Med LLC - 11%
- Flash Fiber S.r.l. - 20% (80% propriété de Telecom Italia S.p.A.)
- Aria S.p.A. - 100%

#### Données économiques et financières
En février 2013 Fastweb annonce les résultats financiers de 2012. La société a terminé l'année avec un chiffre d'affaires de 1 613 millions d'euros contre 1 605 millions en décembre 2011 (+0.5% net). La marge brute opérationnelle (EBITDA) a atteint 500 millions contre 450 millions en 2011 (net de tout évènement extraordinaire). La base de clients a augmenté de 11 % au cours de l'année, avec 172 000 nouveaux abonnés, pour un total de 1 767 000 clients à fin 2012.